# Dawka tolerancji
Dawka tolerancji – dawka pochłonięta, której przekroczenie w radiologii niesie ryzyko niekorzystnych konsekwencji dla zdrowia pacjenta w stopniu podważającym celowość podjętego leczenia. W większości przypadków za dawkę tolerancji uznaje się dawkę, która niesie za sobą powikłania u mniej niż 5% pacjentów w ciągu 5 lat od leczenia radioterapią, ale ryzyko uszkodzeń rdzenia kręgowego nie może przekraczać 1%.